# Trichaphodius cubitus
Trichaphodius cubitus är en skalbaggsart som beskrevs av Rudolph Petrovitz 1966. Trichaphodius cubitus ingår i släktet Trichaphodius och familjen Aphodiidae. Inga underarter finns listade i Catalogue of Life.